# Prowincja Massachusetts Bay
Prowincja Massachusetts Bay (ang. Province of Massachusetts Bay) – prowincja brytyjska w Ameryce Północnej utworzona 7 października 1691 r. przez króla Wilhelma III i królową Marię II Stuart. Statut nabrał mocy prawnej 14 maja 1692. W skład prowincji weszły: kolonia Massachusetts Bay, kolonia Plymouth, wyspy Martha's Vineyard i Nantucket, terytorium dzisiejszej Nowej Szkocji, dzisiejszego stanu Maine. Jednocześnie statut uniezależniał od prowincji Massachusetts Bay prowincję New Hampshire.

## Początki osadnictwa

### Kompania Zatoki Massachusetts
Początki Massachusetts wiążą się z przyznaniem terenów w okolicach dzisiejszego Gloucester Kompanii z Dorchester - 119 purytańskim kupcom, ziemianom i klerykom z zachodnich hrabstw Anglii. Planowali oni założenie osady rybackiej oraz pracę misyjną z Indianami. Efektem ich starań było założenie osady w miejscu, w którym dziś mieści się miasto Salem.
Kompania z Dorchester w 1628 została zastąpiona przez Kompanię Zatoki Massachusetts, która działała zgodnie z przywilejami nadanymi przez Koronę Brytyjską, a nie przez Radę Nowej Anglii. W tym czasie w Wielkiej Brytanii środowiska purytanów spotykały się z represjami ze strony kościoła anglikańskiego pod przywództwem biskupa Lauda. Koncepcja utworzenia zamorskich wspólnot purytańskich stawała się coraz bardziej powszechna. W Ameryce widziano nadzieję na swobodę funkcjonowania i pełną niezależność od kościoła anglikańskiego i sądów kościelnych.
W 1629 wokół gubernatora Kompanii Zatoki Massachusetts, Johna Winthropa purytanina z hrabstwa Suffolk, zorganizowała się grupa gotowych do podróży kolonistów. Było ich około 1000 i wyruszyli oni do Ameryki w 1630 r. Emigracja wspólnot purytańskich trwała przez kolejne 12 lat. W kolonii osiedliło się w tym czasie ponad 10 tys. Brytyjczyków. Osiedlali się głównie wokół Bostonu, miasta, które powstało w miejscu indiańskiej wioski Shawmut. Emigrowały całe rodziny, a nierzadko duże grupy z tych samych osad i parafii. Było wśród nich wielu duchownych purytańskich. W większości nowo przybyli byli niezależni finansowo i sami płacili za swoją podróż.

### Kolonia
Siedziba Kompanii mieściła się w Bostonie, co pozwoliło na jednolite zarządzanie kolonią i kompanią. Wszystkie te cechy dość szybko ukształtowały w miarę homogeniczną, jednolitą społeczność, w której kwitły purytańskie zasady życia. Umieszczenie siedziby Kompanii w Bostonie miało również wpływ na większą samodzielność kolonii.
Purytanie zorganizowali się w licznych wioskach w Massachusetts, budowali domy położone blisko siebie i stanowili korporacyjne społeczeństwo rolnicze, w którym otrzymanie przydziału ziemi było uzależnione od członkostwa w nim. Jednocześnie, społeczności te posiadały ziemie, tzw. commons, które służyły całej osadzie, głównie jako pastwiska. W początkowym okresie osady purytańskie były dość hermetyczne i niechętnie przyjmowały nowych członków.
Społeczność purytańska ustanowiła zgromadzenie ustawodawcze, w którym gubernator i 18 asystentów pełniło funkcję izby wyższej. Prawo wyborcze dane było jedynie mężczyznom, członkom Kościoła. Powodowało to dość szybkie ukształtowanie się elit politycznych. Poszczególne miasta, wioski i osady Massachusetts posiadały organa władzy lokalnej, jakim były zgromadzenia, które jako władzę wykonawczą wybierały tzw. selectmen. Wkrótce selectmani zaczęli odgrywać większą rolę niż zgromadzenia, które zwoływano coraz rzadziej. Z grupy selectmanów wywodzili się także delegaci do zgromadzenia kolonialnego.
W 1630 r. Rada Kompanii dopuściła do wyborów władz oraz przedstawicieli wszystkich wolnych kolonistów. Jednak już rok później ograniczono prawo wyborcze tylko do członków Kościoła.
Już w 1636 r. założono pierwszy uniwersytet w koloniach brytyjskich w Ameryce, nazwany na cześć pastora Johna Harvarda, który zapisał uczelni swoją bibliotekę.
W 1641 r. delegaci wymogli na zgromadzeniu ustawodawczym (mimo niechęci gubernatora) przyjęcie kodeksu swobód opracowanego przez Nathaniela Warda. Znalazły się w niej między innymi takie zasady, jak: zakaz tworzenia monopoli, prawo do procesu sądowego, prawo do ławy przysięgłych, zakaz praktyk i regulacji prawnych sprzecznych z Biblią.
W drugiej połowie XVII wieku, po restauracji monarchii Stuartów w Wielkiej Brytanii, konflikt z metropolią stał się faktem. Domagano się od kolonistów równego prawa wyborczego dla wszystkich i nieograniczania go tylko do członków Kościoła kongregacjonistów. Król chciał także, aby przestrzegano rozszerzonych Aktów Nawigacyjnych (uchwalone jeszcze przez republikański Parlament), równego traktowania anglikanów i kwakrów. W 1684 r. król Karol II anulował przywilej Massachusetts, a jego następca, katolik Jakub II Stuart, który objął tron w 1685, deklarował wolność wyznania dla wszystkich swoich poddanych, co było odczytywane jako uprzywilejowanie katolików zwanych papistami. Król rościł sobie także prawo do mianowania gubernatora i mianował na to stanowisko Edmunda Androsa. Został on gubernatorem Dominium Nowej Anglii (w skład tego terytorium wchodziły kolonie: Massachusetts i Plymouth, Connecticut, New Hampshire, Rhode Island, New Jersey, Maine i New York). Działające od 1630 r. zgromadzenie przedstawicielskie w Bostonie zostało zniesione, zakazano także zgromadzeń miejskich. Purytańska społeczność była oburzona na działalność Androsa, zwłaszcza za zamianę jednego z budynków kościoła purytańskiego na anglikański.

## Prowincja

### Statut prowincji
Gdy w 1689 r. król Jakub abdykował i tron objął Wilhelm Orański, w Bostonie wybuchło powstanie zbrojne. Uwięziono gubernatora Androsa i jego urzędników, a od metropolii zażądano przywrócenia przywileju z 1629 r. Dwa lata później, 7 października 1691 r., wraz ze statutem powołującym do życia prowincję Massachusetts Bay, przywrócono zgromadzenie i wybory przedstawicieli, gubernator pozostał jednak funkcją mianowaną przez Koronę Brytyjską. Jednocześnie zniesiono kryterium kościelne w prawie wyborczym, zastępując je majątkowym. Było to punktem zwrotnym w rozwoju społeczności kolonistów, gdyż całkowicie znosiło uprzywilejowanie purytanów.

### Amerykańska rewolucja
7 października 1774, Sąd Generalny Massachusetts zwołał kongres prowincji w odpowiedzi na decyzje Korony Brytyjskiej o zaostrzeniu kontroli nad kolonią. Było to jednym z głównych wydarzeń poprzedzających wybuch amerykańskiej wojny o niepodległość.
W październiku 1779 w Cambridge spisano Konstytucję dla Wspólnoty Massachusetts (ang. Commonwealth of Massachusetts). W czerwcu 1780 delegaci na kongres prowincji przegłosowali także, że Konstytucja wejdzie w życie "w ostatnią środę października".